# Chlotar III
Chlotar III (652–673) – najstarszy syn Chlodwiga II, króla Neustrii i Burgundii oraz jego żony królowej Batyldy. Gdy Chlodwig II zmarł w roku 658, regencję w imieniu małoletniego Chlotara objęła jego matka.
Paweł Diakon w Historii Longobardów wspomina, że we wczesnych latach 60. armia frankijska najechała Prowansję, a następnie Włochy. Najeźdźcy dotarli do obozu króla Longobardów, Grimoalda, w Rivoli niedaleko Asti. Grimoald udawał, że ucieka, Frankowie zaś splądrowali obóz i świętowali. Po północy Grimoald jednak niespodziewanie zaatakował i przegnał oddziały frankijskie z powrotem do Neustrii.
Żywot św. Eligiusza, spisany wkrótce po śmierci Chlotara, zawiera informację, że w 661 zaraza zmniejszyła liczbę ludności największych miast Francji. W tym samym czasie odnotowano podobną zarazę na Wyspach Brytyjskich ok. roku 664.
W roku 661 wojska Chlotara III obaliły uzurpatora Austrazji, Childeberta Adoptowanego. W roku 662 na tronie Austrazji osadzony został brat Chlotara III, Childeryk II (przebieg i chronologia tych wydarzeń są jednak sporne).
W roku 658, po śmierci majordoma Erchinoalda, rada Franków wybrała na jego miejsce Ebroina. Biorąc pod uwagę, że według Liber Historiae Francorum Chlotar panował cztery lata istnieje możliwość, że uzyskał pełnię władzy po uznaniu go za dorosłego w roku 669.
Chlothar zmarł na wiosnę 673 roku. Został pochowany w bazylice Saint Denis. Tron po nim przejął jego brat, Teuderyk III.
Chlotar III zaliczany jest do tzw. gnuśnych królów.